# Menace toxique
Pour les articles homonymes, voir Fire Down Below.
Pour plus de détails, voir Fiche technique et Distribution.
Menace toxique ou Alerte sous la terre au Québec  (Fire Down Below) est un film d'action américain, réalisé par Félix Enríquez Alcalá, sorti en 1997.

## Synopsis
Trois agents du FBI ont mystérieusement disparu l'un après l'autre, alors qu'ils suivaient une même enquête dans une ville minière des Appalaches. Une lettre anonyme avait dénoncé des événements étranges : des déchets toxiques seraient déversés dans les collines des environs, mettant en péril l'équilibre écologique de la région. À son tour, Jack Taggert, agent fédéral du Bureau de l'Environnement, est envoyé sur les lieux pour résoudre l'énigme.

## Fiche Technique
- Titre original : Fire Down Below
- Titre français : Menace Toxique
- Titre québécois : Alerte sous la terre
- Réalisation : Félix Enríquez Alcalá
- Scénario : Jeb Stuart et Philip Morton
- Producteurs : Steven Seagal et Julius R. Nasso
- Production : Seagal/Nasso Productions, U.S.A
- Distribué par : Warner Bros, U.S.A
- Musique : Nick Glennie-Smith
- Photographie : Tom Houghton
- Montage : Robert A. Ferretti
- Chef décorateur : Joe Alves
- Costumière : Rosanna Norton
- Pays d'origine : États-Unis
- Genre : action, aventure
- Durée : 105 minutes
- Date de sortie : 1997

## Distribution
- Steven Seagal (VF : Jean-François Aupied) : Jack Taggert, Agent fédéral du Bureau de l'Environnement
- Marg Helgenberger (VF : Michèle Buzynski) : Sarah Kellogg
- Stephen Lang (VF : Pierre-François Pistorio) : Earl Kellogg
- Brad Hunt : Orin Hanner Jr.
- Kris Kristofferson (VF : Vania Vilers) : Orin Hanner Sr.
- Harry Dean Stanton (VF : Gilles Segal) : Cotton Harry
- Levon Helm : Révérend Bob Goodall
- Mark Collie : Hatch
- Alex Harvey : Sims
- Ed Bruce : Shérif Lloyd Foley
- Amelia Neighbors : Edie Carr
- Richard Masur : Phil Pratt
- Scott L. Schwartz : Pimple
- Robert Ridgely : Simon
- Ellaraino (VF : Marie-Christine Darah) : La juge
- Travis Tritt : Lui-même
- Peggy Lynn : Betsy Hamill
- Patsy Lynn : Patsy Hamill

## Nominations aux Razzie Awards
Le film a été nommé aux Razzie Award :
- 1999 : Nomination de Steven Seagal au Razzie Award pour le pire acteur.
- 1999 : Nomination au Razzie Award du pire film.
- 1999 : Nomination au Razzie Award du pire couple à l'écran : Steven Seagal et sa guitare.
- 1999 : Nomination au Razzie Award de la pire chanson originale (chanson Fire Down Below) (Steven Seagal avec Mark Collie)